# Chotýšanka
Chotýšanka je levostranný přítok Vlašimské Blanice protékající okresem Benešov ve Středočeském kraji. Délka toku činí 37,1 km. Plocha povodí měří 125,1 km².

## Průběh toku

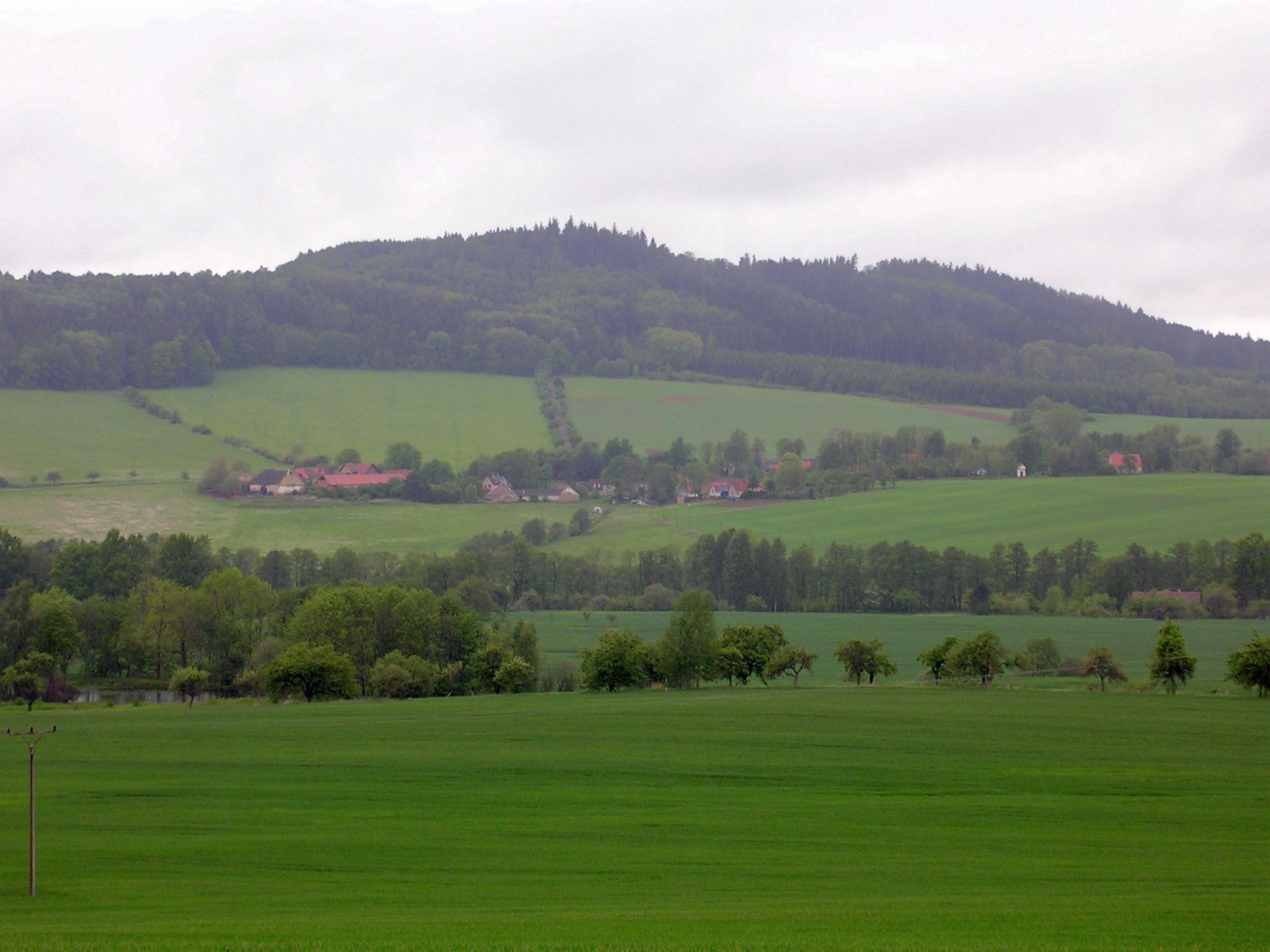
Údolí Chotýšanky u Otradovic

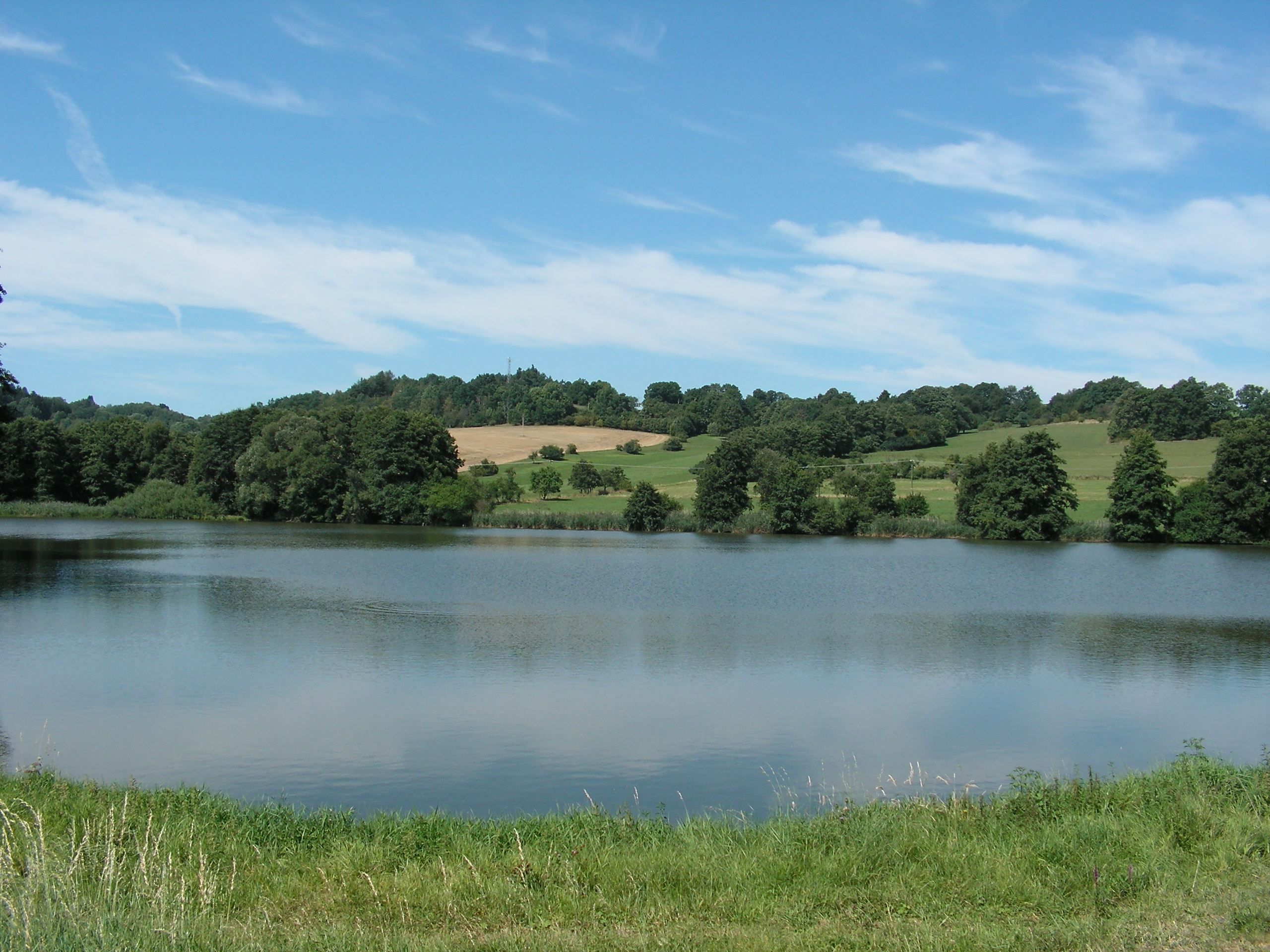
Rybník Vinduška na horním toku Chotýšanky

Chotýšanka pramení východně od Votic u Otradovic v nadmořské výšce okolo 560 m. Okolí této malé říčky směřující převážně severovýchodním směrem je ve větší míře lučinaté. Na horním toku je místy regulována. Na středním a dolním toku její úzké převážně štěrkovité koryto hodně meandruje. Údolí je sevřenější, svahy více zalesněné. Do Vlašimské Blanice se vlévá u obce Libež na 7,9 říčním kilometru v nadmořské výšce 305 m.

### Větší přítoky
Většina větších přítoků Chotýšanky přitéká z levé strany. Na horním toku mezi Pičínem a Popovicemi nejprve přijímá zleva od Vojslavic přitékající Strženecký potok (hčp 1-09-03-078) dlouhý zhruba 4,4 km s plochou povodí 7,5 km². Níže po proudu mezi Mladovicemi a Postupicemi přibírá taktéž zleva Novoveský potok (hčp 1-09-03-080), který přitéká od Nové Vsi a jehož délka činí zhruba 5,4 km s plochou povodí 9,3 km². Další významnější levostranný přítok se nazývá Lísecký potok (hčp 1-09-03-082) vtékající do Chotýšanky mezi Lhotou Veselkou a Městečkem. Délka toku Líseckého potoka činí zhruba 4,1 km. Plocha povodí měří 11,8 km². Pod Smikovským rybníkem tok říčky posiluje zleva Chotýšanský potok přitékající od Chotýšan dlouhý zhruba 3,0 km. Pod Takonínem ústí do Chotýšanky další větší levostranný přítok, který se jmenuje Bořeňovický potok (hčp 1-09-03-086). Délka jeho toku činí téměř 4,5 km. Plocha povodí měří 8,4 km². Na dolním toku ústí zleva do říčky její nejmohutnější přítok Divišovský potok (hčp 1-09-03-088), dlouhý přibližně 4,2 km s plochou povodí 15,3 km². Pod Slověnicemi posilují říčku ještě dva větší pravostranné přítoky, Radošovický potok dlouhý přibližně 2,3 km a Lipinský potok s délkou toku zhruba 3,6 km.

## Vodní režim
Průměrný průtok Chotýšanky u ústí činí 0,59 m³/s.
Hlásné profily:
| místo            | říční km | plocha povodí | průměrný průtok (Qa) | stoletá voda (Q100) |
| ---------------- | -------- | ------------- | -------------------- | ------------------- |
| Smikovský rybník | 11,90    | 78,44 km²     | 0,38 m³/s            | 42,4 m³/s           |
| Slověnice        | 2,99     | 117,11 km²    | 0,57 m³/s            | 51,5 m³/s           |
| Libež            | 0,15     | 125,12 km²    | 0,58 m³/s            | 38,5 m³/s           |

M-denní průtoky u ústí:
| M [dní]  | Q30  | Q60  | Q90  | Q120 | Q150 | Q180 | Q210 | Q240 | Q270 | Q300 | Q330 | Q355 | Q364 |
| -------- | ---- | ---- | ---- | ---- | ---- | ---- | ---- | ---- | ---- | ---- | ---- | ---- | ---- |
| Q [m³/s] | 1,33 | 0,93 | 0,73 | 0,59 | 0,49 | 0,41 | 0,35 | 0,29 | 0,24 | 0,19 | 0,14 | 0,08 | 0,05 |

N-leté průtoky pod hrází Smikovského rybníka:
| N-leté průtoky | Q1  | Q5   | Q10  | Q50  | Q100 |
| -------------- | --- | ---- | ---- | ---- | ---- |
| Q [m³/s]       | 9,5 | 19,1 | 23,9 | 36,4 | 42,4 |

N-leté průtoky ve Slověnicích:
| N-leté průtoky | Q1   | Q5   | Q10  | Q50  | Q100 |
| -------------- | ---- | ---- | ---- | ---- | ---- |
| Q [m³/s]       | 11,5 | 23,2 | 29,0 | 44,2 | 51,5 |

N-leté průtoky v Libži:
| N-leté průtoky | Q1  | Q5   | Q10  | Q50  | Q100 |
| -------------- | --- | ---- | ---- | ---- | ---- |
| Q [m³/s]       | 8,6 | 17,4 | 21,7 | 33,0 | 38,5 |

## Využití

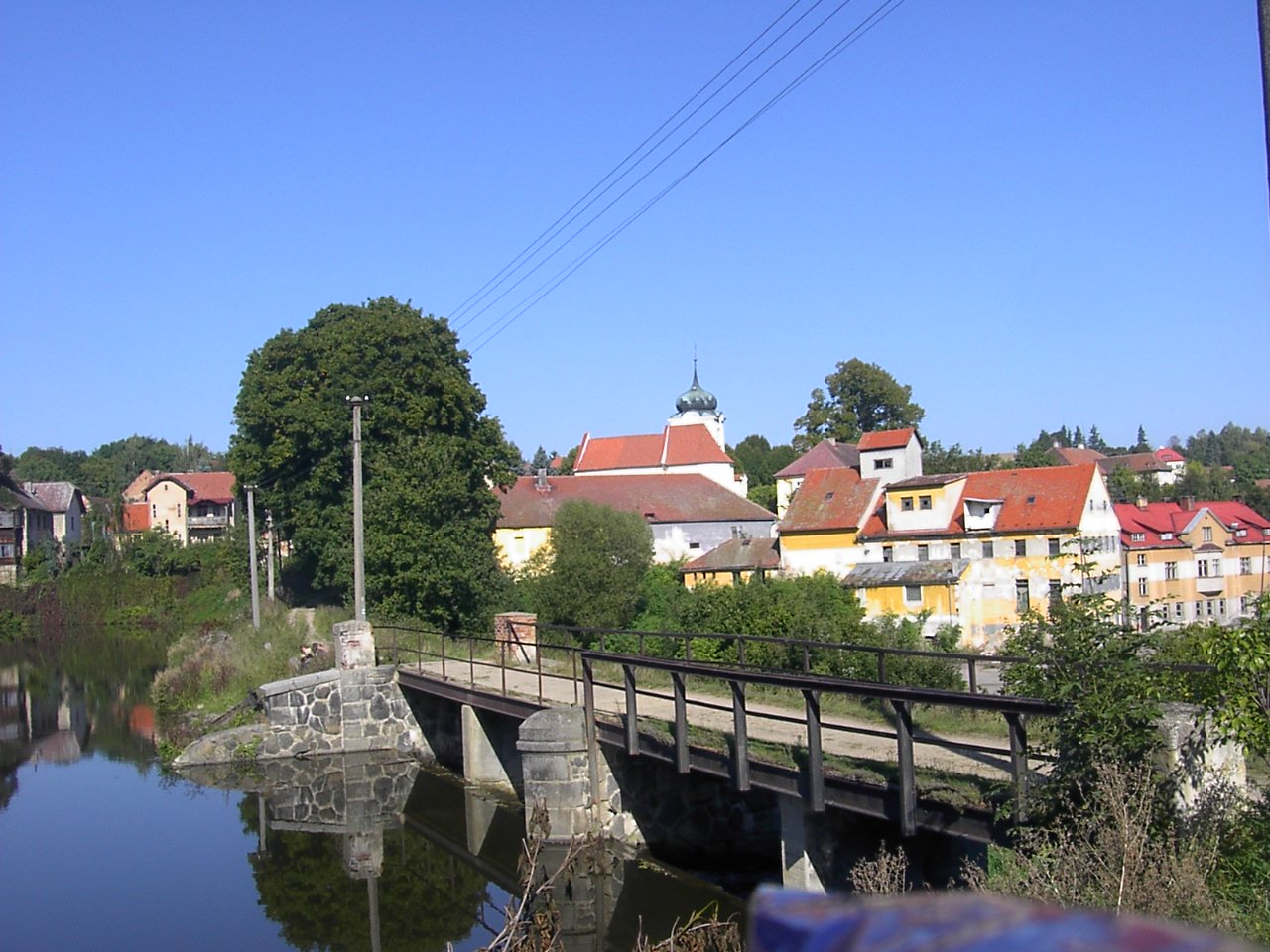
Přepad z rybníka Papírník v Postupicích

### Vodáctví
Sjízdnost toku je možná pouze za vysokých vodních stavů. Délka sjížděného úseku činí 11,5 km. Obtížnost WW1. Šířka koryta se pohybuje
od 3 do 6 m.

## Mlýny
- Dolejší mlýn – Jankov, Blanická čp. 38, okres Benešov, kulturní památka